# Narlı (Adapazarı)
Narlı ist ein Dorf im Landkreis Midyat der türkischen Provinz Mardin. Narlı liegt etwa 83 km nordöstlich der Provinzhauptstadt Mardin und 17 km nordöstlich von Midyat. Narlı hatte laut der letzten Volkszählung 666 Einwohner (Stand Ende Dezember 2009). 1965 hatte die Einwohnerzahl noch bei 1129 gelegen.
Im Jahre 1968 wurde bei politischen Streitigkeiten der Kandidat für das Amt des Muhtars getötet. Bei dem Ereignis wurden 18 Personen verletzt, sieben davon schwer.
Das Dorf war ursprünglich überwiegend von syrisch-orthodoxen Aramäern bewohnt, die in den 1980er Jahren aufgrund des damals herrschenden Konflikts zwischen der türkischen Regierung und der PKK nach Europa auswanderten. Heute besteht die Bevölkerung hauptsächlich aus Kurden, Mhallami-Arabern und zum kleinen Teil aus Aramäern.